# Селтик Фрост
„Келтик Фрост“ или „Селтик Фрост“ („Celtic Frost“) е метъл група в Цюрих, Швейцария.

## История
Бившият фронтмен, китарист и певец на Celtic Frost Том Гейбиъл Фишър, приема псевдонима Том Уориър и заедно със Стив Уориър на баса, формират една от най-ранните екстремни метъл групи Hellhammer през 1982. Стив Уориър по късно е заменен от Мартин Ерик Ейн – също псевдоним. Групата привлича малка интернационална фенска база и подписва с Noise Records в Германия и записва своето дебютно EP Apocalyptic Raids през март 1984, сега трудно откриваемо в eBay.
През май 1984, Hellhammer се разпадат. Фишър и Ейн, заедно със сесийния барабанист Стивън Пристли, се прегрупират в Celtic Frost. Техния дебют през 1984 мини-LP, Morbid Tales става хит на ъндърграунд метъл сцената, и групата тръгва на своето първо турне, минаващо през Германия и Австрия. След това следва EP-то Emperor's Return. Двете ранни реализации сега са налични в едно CD.

## Състав

### Последна формация (2008)
- Том Гейбиъл Фишър – вокал, китара, програминг (1984 – 1993, 2001 – 2008)
- Мартин Ерик Ейн – бас китара, вокал (1984 – 1987, 1990 – 1993, 2001 – 2008)
- Franco Sesa – барабани, percussion (2002 – 2008)
- V Santura – китара (live, 2007 – 2008)

### Бивши членове
- Isaac Darso – барабани (1984)
- Dominic Steiner – бас (1985)
- Ron Marks – китара (1987)
- Oliver Amberg – китара (1988 – 1989)
- Stephen Priestly – барабани, перкусия (1984, 1988 – 1992)
- Рийд Сейнт Марк – барабани, перкусия (1985 – 1988, 1992 – 1993)
- Curt Victor Bryant – бас (1988 – 1990), китара (1990 – 1993)
- Erol Unala – китара (2001 – 2006)
- Anders Odden – китара (само на живо, 2006 – 2007)

## Дискография

### Студийни албуми
- Morbid Tales (1984, преиздаден през in 1999) (vinyl преиздаден през 2008)
- To Mega Therion (1985, преиздаден през 1999)
- Into the Pandemonium (1987, преиздаден през 1999)
- Cold Lake (1988)
- Vanity/Nemesis (1990, преиздаден през 1999)
- Monotheist (2006)

### EPs
- Emperor's Return (1985, преиздаден като част от Morbid Tales през 1999)
- Tragic Serenades (1986)
- Wine in My Hand (Third from the Sun) (1990)

### Сингли
- The Collector's Celtic Frost (1987)
- I Won't Dance (1987)
- Cherry Orchards (1988)
- The Celtic Frost Story (1989)

### Компилации
- Parched With Thirst Am I and Dying (1992)
- Are You Morbid? (2003)

### Видеография
- Live At Hammersmith Odeon (1989, VHS)

### Music videos
- Circle Of The Tyrants (1986)
- Cherry Orchards (1988)
- Wine In My Hand (Third From The Sun) (1989)
- A Dying God Coming Into Human Flesh (2006)